# Dança Macabra de Lübeck

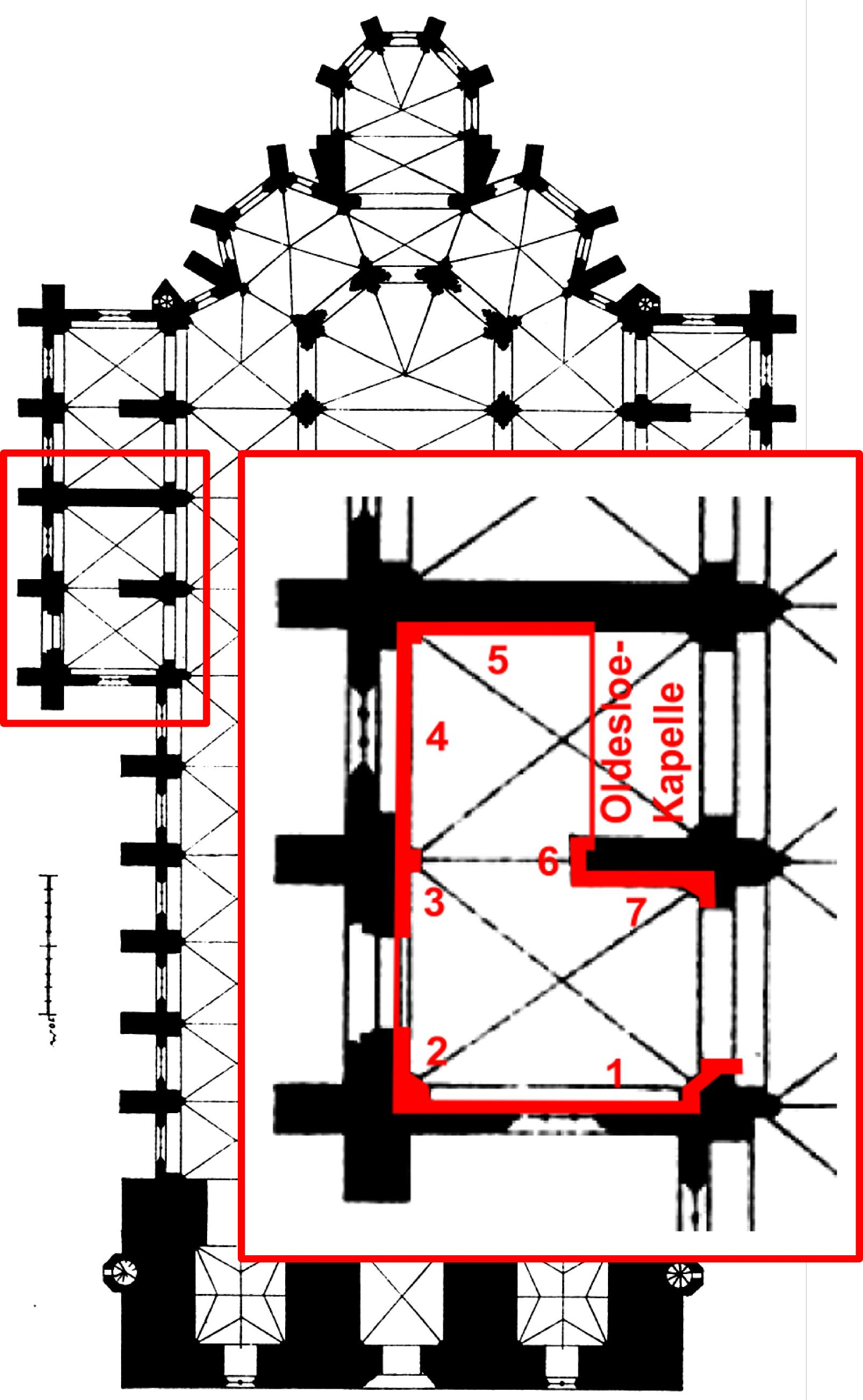
Localização na capela da dança macabra dentro da Marienkirche de Lübeck.

A Dança Macabra de Lübeck é uma obra alegórica artístico-literária feita por Bernt Notke em 1463, provavelmente após a epidemia de peste na cidade alemã de Lubeque em meados do século XIV. Foi considerada uma das representações mais importantes do gênero. Que foi destruído em 28 de março de 1942 durante o bombardeio da cidade pela Força Aérea Real do Reino Unido (em inglês: Royal Air Force; RAF).

## História
Ao contrário de outras obras semelhantes, que foram pintadas diretamente na parede, a obra foi feita em tela e exposta no transepto esquerdo da Marienkirche (igreja de Santa Maria de Lübeck, 1350), na capela que tomou o nome de Totentanzkapelle (do alemão: Capela da Dança Macabra). Era uma imagem contínua de quase trinta metros de comprimento e dois metros de altura, colocada sobre os bancos da capela.
Em 1701, a pintura estava em mau estado de conservação que os superiores da igreja decidiram não restaurá-la, mas substituí-la por uma cópia quase idêntica, feita por Anton Wortmann. Em 1783 Ludwig Suhl reproduziu a obra fazendo uma série de aquarelas e gravuras. Em 1852 a obra foi restaurada por Carl Julius Milde, que em 1866, também fez algumas litogravuras coloridas. No período entre as duas guerras mundiais, Wilhelm Castelli criou uma série de fotografias detalhadas em preto e branco.
No início da Segunda Guerra Mundial, toda a capela foi revestida com painéis de madeira maciça para protegê-la de explosões. No entanto, os painéis de madeira nada puderam contra o bombardeio aliado ocorrido na noite de 28 para 29 de março de 1942, e a dança macabra foi completamente destruída.
Ao final do conflito, os superiores da Marienkirche decidiram não criar uma nova dança macabra, mas, em 1952, encomendaram a Alfred Mahlau a construção de duas janelas policromadas relembrando os temas da obra perdida.
Bernt Notke, no século XV, havia feito outra Danse macabra em Tallinn, e isso permite deduzir como a cópia feita por Wortmann em 1701 era muito fiel ao original de 1463, pois a comparação com as fotografias da obra destruída mostram uma extrema semelhança com a pintura da Estônia .

## Descrição

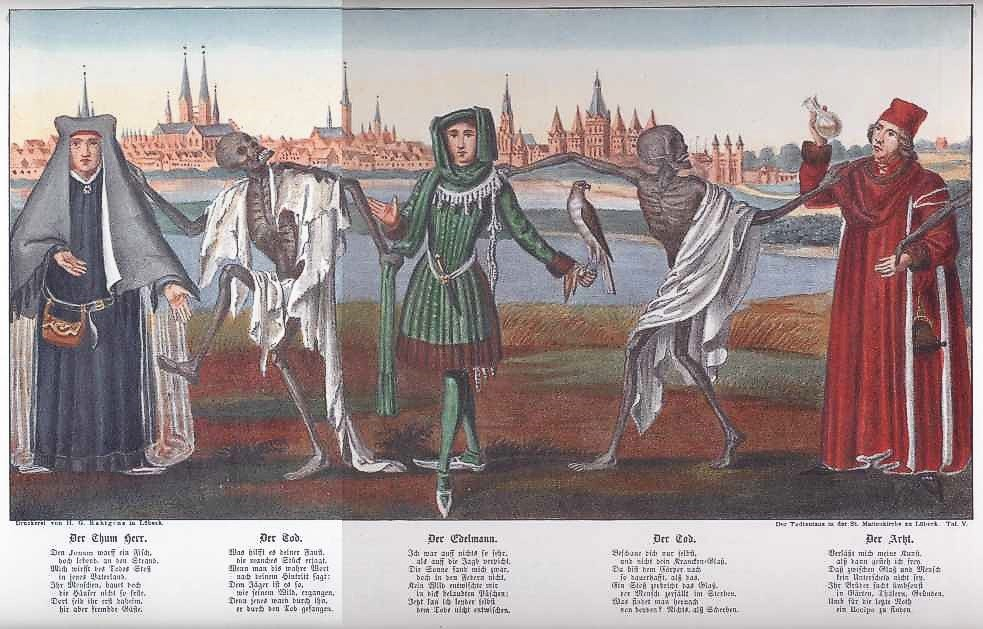
Cópia de um detalhe da pintura, com comentários de 1852

A dança macabra de Lübeck era considerada a mais bela da Alemanha, que tinha 24 figuras em uma paisagem bucólica, representando as diferentes classes sociais da época. À distância, avistava-se Lübeck e seu porto, onde cada figura era reconhecível por certas características.
Os participantes seguiam uma hierarquia estrita: a dança começou com um cadáver de chapéu e flauta. Outro cadáver, carregando um caixão, puxava o papa (reconhecível pela tiara e vestes). Depois vinham o imperador, a imperatriz, o cardeal e o rei (colocados na parede com o número 1 na figura ao lado), o bispo ( 2 ), o duque (removido em 1799 para fazer uma porta), o o abade e o cavaleiro ( 3 ), o monge cartuxo, o alcaide, o cónego, o fidalgo e o médico (com um frasco de urina, tudo na parede 4 ), o usurário (com a bolsa), o capelão, o estado oficial, o sacristão e o comerciante ( 5 ), o eremita e o fazendeiro ( 6 ), o jovem, a menina e o recém-nascido ( 7 ).

Perto do recém-nascido estava um homem morto com uma foice na mão. Ao lado de cada personagem havia um esqueleto que conversava com ele. Os textos originais dos diálogos, escritos em alemão arcaico abaixo de cada figura, foram traduzidos para o alemão moderno em 1701. Os textos arcaicos chegaram até a uma transcrição feita por Jakob von Melle, então pároco da Marienkirche.